# Australia's Next Top Model (terza stagione)

## Svolgimento
La terza stagione di Australia's Next Top Model è andata in onda dal 27 marzo al 5 giugno 2007 sul canale FOX8; tra le novità apportate, la diminuzione dell'età minima per partecipare, scesa a 16 anni, e una nuova conduttrice, Jodhi Meares.
La vincitrice è stata Alice Burdeu, diciannovenne di Melbourne, che la portato a casa un contratto di un anno con la "Priscilla's Model Management", un viaggio a New York, una Ford Fiesta XR4, un contratto come testimonial della "NapoleonPerdis" e un servizio di otto pagine su Vogue Australia. Anche in questa edizione, alle 12 aspiranti modelle iniziali si è aggiunta in corso di svolgimento una nuova candidata, in sostituzione di un'altra che ha deciso di abbandonare la competizione.

## Concorrenti

### In ordine di eliminazione
(L'età si riferisce al tempo della messa in onda del programma)
| Concorrente            | Età | Provenienza                         | Altezza | Posizione      |
| ---------------------- | --- | ----------------------------------- | ------- | -------------- |
| Jaimi Smith            | 18  | Adelaide, Australia Meridionale     | 177 cm  | 13. (ritirata) |
| Cobi Marsh             | 17  | Melbourne, Victoria                 | 173 cm  | 12.            |
| Cassandra Hughes       | 18  | Emu Plains, Nuovo Galles del Sud    | 185 cm  | 11.            |
| Kara-Lee "Kara" Taylor | 19  | South Coast, Nuovo Galles del Sud   | 174 cm  | 10.            |
| Stephanie Flockhart    | 17  | Brisbane, Queensland                | 173 cm  | 9.             |
| Jane Williamson        | 20  | Adelaide, Australia Meridionale     | 183 cm  | 8.             |
| Sophie Wittingslow     | 19  | Rye, Victoria                       | 181 cm  | 7.             |
| Danica Brown           | 16  | Gold Coast, Queensland              | 180 cm  | 6.             |
| Paloma Rodriguez       | 17  | Newcastle, Nuovo Galles del Sud     | 177 cm  | 5.             |
| Anika Salerno          | 20  | Beaudesert, Queensland              | 173 cm  | 4.             |
| Jordan Loukas          | 18  | Sydney, Nuovo Galles del Sud        | 172 cm  | 3.             |
| Stephanie Hart         | 16  | Central Coast, Nuovo Galles del Sud | 174 cm  | 2.             |
| Alice Burdeu           | 19  | Melbourne, Victoria                 | 185 cm  | Vincitrice     |

## Riassunti

### Ordine di eliminazione
| Order | Episodi   | Episodi   | Episodi  | Episodi  | Episodi  | Episodi  | Episodi  | Episodi  | Episodi  | Episodi  | Episodi  |
| Order | 1         | 2         | 3        | 4        | 5        | 6        | 7        | 8        | 9        | 10       | 11       |
| ----- | --------- | --------- | -------- | -------- | -------- | -------- | -------- | -------- | -------- | -------- | -------- |
| 1     | Anika     | Jordan    | Paloma   | Anika    | Jordan   | Alice    | Anika    | Jordan   | Steph H. | Alice    | Alice    |
| 2     | Steph H.  | Steph H.  | Danica   | Alice    | Steph H. | Steph H. | Alice    | Anika    | Alice    | Steph H. | Steph H. |
| 3     | Jordan    | Steph F.  | Steph F. | Jordan   | Paloma   | Paloma   | Jordan   | Alice    | Jordan   | Jordan   |          |
| 4     | Alice     | Alice     | Alice    | Steph H. | Sophie   | Jordan   | Steph H. | Steph H. | Anika    |          |          |
| 5     | Cassandra | Jane      | Anika    | Paloma   | Danica   | Danica   | Paloma   | Paloma   |          |          |          |
| 6     | Sophie    | Anika     | Jane     | Sophie   | Anika    | Anika    | Danica   |          |          |          |          |
| 7     | Danica    | Danica    | Steph H. | Danica   | Alice    | Sophie   |          |          |          |          |          |
| 8     | Paloma    | Kara      | Sophie   | Jane     | Jane     |          |          |          |          |          |          |
| 9     | Jane      | Sophie    | Jordan   | Steph F. |          |          |          |          |          |          |          |
| 10    | Steph F.  | Paloma    | Kara     |          |          |          |          |          |          |          |          |
| 11    | Cobi      | Cassandra |          |          |          |          |          |          |          |          |          |
| 12    | Jaimi     |           |          |          |          |          |          |          |          |          |          |

- Nel primo episodio, Jaimi lascia la competizione, venendo immediatamente sostituita da una nuova concorrente, Kara

     La concorrente è stata eliminata
     La concorrente ha lasciato la gara volontariamente
     La concorrente entra in gara in sostituzione di un'altra che ha abbandonato
     La concorrente ha vinto la competizione

### Servizi
- Episodio 1: Photoshoot di gruppo
- Episodio 2: Costumi da bagno
- Episodio 3: Beauty shoot al naturale
- Episodio 4: Sfilata
- Episodio 5: In posa per Ford Fiesta
- Episodio 6: Moda come arte
- Episodio 7: Madri e figlie
- Episodio 8: In una scatola/Mary Poppins in volo
- Episodio 9: Emozioni in abiti maschili
- Episodio 10: Glamour hollywoodiano
- Episodio 11: Fashion show

### Riferimenti
Australia's Next Top Model